# Karolina Babecka Pons
Karolina Babecka Pons (Varsòvia, 1922 - Madrid, 24 gener 2009) Fou una polonesa-catalana, funcionària de la Legació Polonesa a l'exili, membre de la Creu Roja Internacional, activista antinazi i antisoviètica. Directora de la revista Polonia en España, traductora i locutora de l'audició en polonès de Radio Nacional d'Espanya. Amb només 20 anys va col·laborar amb els Serveis Secrets Britànics i el Consolat Honorari de Polònia de Barcelona en les tasques d'ajuda als pilots polonesos abatuts, soldats aliats i jueus perseguits que travessaven la frontera fugint de la França ocupada durant la Segona Guerra Mundial. Fou detinguda i acusada d'espionatge per la Policia franquista. Treballà sempre a favor del Govern polonès a l'exili i fou condecorada per serveis a la pàtria.

## Biografia
Karolina coneguda familiarment com a Linka, havia nascut a Varsòvia el 1922 filla de Juliusz Babecki i la catalana Maria Lluïsa Pons. El 1939 Polònia fou atacada pels nazis i la família es va veure obligada a fugir. Es van instal·lar a Barcelona d'on era originària la mare. Vivien en una casa senyorial del carrer Montcada. El pare era diplomàtic i delegat de la Creu Roja Internacional. Karolina estudiava a la Facultat de Filosofia i Lletres i treballava de mecanògrafa al Consolat Honorari de Polònia a Barcelona.
El maig de 1940 l'exèrcit de Hitler va envair França, Bèlgica, Països Baixos i Luxemburg i molts polonesos que havien anat a combatre el nazisme van quedar atrapats. A partir de 1941 la tasca principal del Consolat de Polònia a Barcelona presidit per Eduard Rodón i Blasa, va ser ajudar els refugiats que creuaven els Pirineus. Amb el suport dels Serveis Secrets Britànics es van crear xarxes d'evasió que facilitaven guies, acolliment, atenció mèdica, documentació i subsidi econòmic als fugitius per arribar a Portugal o Gibraltar. Aquestes missions eren perilloses i complicades. Els refugiats que eren capturats acabaven a les presons, als camps de treballs forçats o eren entregats a la Gestapo. Les autoritats espanyoles favorables al règim nazi, estaven molt pressionades per l'Ambaixada Alemanya i exigien un estricte control de fronteres. Malgrat no gaudir d'immunitat diplomàtica, la consellera Wanda Morbitzer Tozer juntament amb el ciutadà britànic Edgar Thompson, la jove Karolina Babecka Pons i la violinista anglesa Mavis Bacca Dowden es van distingir pel coratge i treball logístic. Organitzaven contactes, enllaços i cobertures fins que van ser delatats i detinguts. Després de ser interrogades durant una setmana a la Prefectura Superior de Policia de Via Laietana pels comissaris Eduardo Quintela i Pedro Polo, Mavis i Karolina foren recloses a la Presó de Dones de les Corts acusades d'espionatge i d'afavorir el pas clandestí de fronteres.
La consellera Wanda Morbitzer Tozer va estar uns mesos amagada, i l'any 1942 ajudada pel cònsol Rodón va fugir d'Espanya amb passaport britànic. Fou jutjada en rebel·lia i condemnada a 18 anys de presó. Mavis va romandre un any a la presó en espera d'un judici que no va arribar mai. Els Serveis Secrets Britànics van intervenir i fou expulsada d'Espanya el 1943.
Karolina era menor d'edat i aviat fou alliberada gràcies a les gestions del seu pare diplomàtic. Al cap de poc es va traslladar a Madrid i es va casar amb Pere Borrell Bertran, un pintor realista-conceptualista que morí en plena joventut el 1950.
Mentre estudiava a la Universitat de Barcelona, Karolina havia conegut Carmen Laforet i havien esdevingut amigues íntimes, tant és així que l'escriptora va inspirar-se en ella per compondre el personatge de l'Ena a la novel·la Nada guanyadora del premi Nadal del 1946 el pròleg de la qual va dedicar a Karolina i al seu marit.
El Govern del General Franco va ser dels pocs que no va reconèixer el règim socialista de Polònia. Karolina va continuar la seva activitat a la Creu Roja Internacional, la Legació del Govern Polonès a l'exili i l'Associació d'ajuda als polonesos de Madrid de la qual el seu pare era director. Del 1946 al 1956 va recaptar fons pel projecte liderat per Wanda Morbitzer Tozer d'acolliment a Barcelona de diversos contingents d'infants jueus-polonesos que havien estat segrestats pels nazis i sotmesos al programa eugenèsic Lebensborn. Fou també directora de la revista Polònia i Locutora a Radio Nacional en el programa de l'associació polonesa. La seva ironia i mordacitat no van agradar gens a les autoritats comunistes, se la coneixia amb el sobrenom de La Serp de Madrid i fou considerada persona non grata pel règim polonès.
El 1968 Espanya va reprendre les relacions amb la República Popular de Polònia. Un any després Karolina tornà a Polònia juntament amb Carmen Laforet, que deixà constància escrita de les impressions d'aquell viatge.
Karolina morí a Madrid el 24 de gener de 2009